# Kani
Nota: Kani também é a palavra japonesa para siri, termo muito utilizado na culinária japonesa.
Kani (可児市 -shi) é uma cidade japonesa localizada na província de Gifu.
Em 2003 a cidade tinha uma população estimada em 94 456 habitantes e uma densidade populacional de 1 111,38 h/km². Tem uma área total de 84,99 km².
Recebeu o estatuto de cidade a 1 de Abril de 1982.